# Sofia Tonelli
Sofia Tonelli (Empoli, 18 novembre 2007) è una ginnasta italiana, vincitrice della medaglia d'oro ai Campionati Europei di Lipsia 2025.

## Biografia
Inizia a praticare ginnastica artistica all'età di tre anni nella palestra della Saltavanti Empoli.
Nel 2024 viene convocata per la Coppa del Mondo di Baku, Azerbaijan.
Nel maggio 2025 viene convocata, insieme alle compagne Alice d'Amato, Manila Esposito, Emma Fioravanti, Giulia Perotti, ai Campionati Europei di Lipsia 2025, dove vince la medaglia d'oro a squadre; nella giornata di finali di specialità, vince il bronzo alla trave. 